# Igor' Dmitrievič Sergeev
Igor' Dmitrievič Sergeev (in russo Игорь Дмитриевич Сергеев?; Lysyčans'k, 20 aprile 1938 – Mosca, 10 novembre 2006) è stato un generale russo, ministro della difesa della Federazione Russa dal 22 maggio 1997 al 28 marzo 2001, è stato l'unico ufficiale dell'esercito russo ad essere promosso al rango di Maresciallo della Federazione Russa.

## Biografia
Sergeev ha servito brevemente nella Marina sovietica per poi essere trasferito nell'Esercito sovietico, dove ha passato la maggior parte della sua carriera nelle Forze missilistiche strategiche. Di cui è diventato comandante in capo nel 1992. In questa posizione era responsabile della sicurezza delle armi nucleari dell'ex Unione Sovietica.
Nel 1997 è stato nominato ministro della difesa della Federazione Russa dal presidente Boris El'cin. È stato promosso a Maresciallo della Federazione Russa il 21 novembre 1997, unico ufficiale ad aver raggiunto tale grado. Sergeev ha accettato delle riforme economiche limitate sotto il controllo politico civile. Il numero delle istituzioni addestrative militari è stato ridotto di molto rispetto al passato precedente, che non era cambiato sin dal periodo sovietico. A numerose divisioni e armate è stato affidato il ruolo di «prontezza permanente», in cui è stato supposto l'affidamento del 80% dei depositi militari. Sergeev ha diretto la maggior parte degli sforzi nel proporre gli interessi delle forze missilistiche strategiche. Tutte le forze spaziali militari sono state assorbite nelle forze missilistiche, e i quartier generali delle forze terrestri sono stati smantellati. Le forze aviotrasportate hanno sofferto diverse riduzioni, mentre la fanteria di marina è scampata alle riduzioni grazie ai suoi successi in Cecenia. La maggior parte dei soldi disponibili sono stati investiti in nuovi missili.
Nel 2000 fu coinvolto nella disastrosa gestione dei soccorsi al sottomarino Kursk.
Sergeev è stato sollevato dal suo ruolo di ministro della difesa nel marzo 2001, ed è stato sostituito da Sergej Ivanov.
L'ex maresciallo è morto il 10 novembre 2006 a causa di un cancro al sangue.
Il suo ruolo è stato criticato da più settori per la mancanza di attenzioni verso la Guerra in Daghestan del 1999, ma è stato anche elogiato per la cattura della capitale cecena Groznyj nel 2000 durante la Seconda guerra cecena. Ciò nonostante, i continui scontri nel sud del paese hanno causato diversi sconcerti riguardo alla sua efficacia dopo che Vladimir Putin è diventato presidente della Russia.